# Laura Yasán
Laura Yasán (Buenos Aires; 20 de octubre de 1960-Ib.; 19 de junio de 2021) fue una poeta argentina, considerada una de las más significativas del país.

## Breve reseña
A lo largo de su trayectoria, organizó talleres de escritura en unidades penitenciarias, hogares de menores, asilos y bibliotecas. Coordinó en abril de 2016, un taller de experimentación en escritura creativa y psicodrama, en el Centro Cultural Universitario de la Universidad Nacional del Nordeste (UNNE).
En 1988 integró la III Antología Ilustrada de poesía joven y, más tarde, la antología poética Zapatos Rojos 2000.  

Su obra fue parcialmente traducida al inglés y publicada en la antología Poetry Ireland Review (Irlanda, 2002).
Desde 1998 hasta la actualidad forma parte de A*(punto) Prieto, grupo de mujeres dedicadas a la literatura.
Participó en diversos festivales de poesía y encuentros literarios, como el Festival Internacional de Poesía de Rosario, el XIII Festival internacional de poesía de Medellín, el I Festival Internacional de Poesía, en Lima, Perú (2012), el Festival Latinoamericano de Poesía, en Buenos Aires, en junio de 2015, el II Festival Correntino de Poesía, y el Festival de Poesía en Mendoza (2016).
Con los autores Jorge Boccanera, Patricia Díaz Bialet y Juano Villafañe escribió en 2016 un poema colectivo: Con un tigre en la boca. Manual de los amantes.

## Obra
Laura Yasán ha publicado:
- Cambiar las armas (1ª edición). Buenos Aires: Botella al Mar. 1997. ISBN 978-950-513-277-5.
- Loba negra (1ª edición). Buenos Aires: La Bohemia. 1999. ISBN 978-987-97444-0-6.
- Cotillón para desesperados (1ª edición). Buenos Aires: La Bohemia. 2001. ISBN 978-987-1019-06-9.
- Tracción a sangre (1ª edición). Buenos Aires: La Bohemia. 2004. ISBN 978-987-1019-19-9.
- Ripio (1ª edición). Buenos Aires: Grupo Editor Latinoamericano. 2007. ISBN 978-950-694-781-1.[15]
- La llave Marilyn (1ª edición). Buenos Aires: Del Dock. 2010. ISBN 978-987-559-143-1.
- Pequeñas criaturas de lo incesante (1ª edición). Buenos Aires: Zona Borde. 2015. ISBN 978-987-45769-3-4.[16]
- Palabras no. (Compilación) (1ª edición). Buenos Aires: Zona Borde. 2016. ISBN 978-987-4120-00-7.
- Ganado en su ley (1ª edición). Palabrava. 2017. ISBN 978-987-4156-00-6.

## Premios
- Premio Único de Poesía EDUCA (Costa Rica, 1998), por Loba negra
- Premio del Fondo Nacional de las Artes (Buenos Aires, 1998)
- IV Premio Internacional de Poesía Ciudad de Medellín (Colombia, 2002), mención especial del jurado por Cotillón para desesperados.
- Primer Premio en Poesía Inédita, Premios Municipales de la ciudad de Buenos Aires (2011)[17]
- Premio Carmen Conde, Madrid, España, 2011
- Premio Casa de las Américas, Cuba 2008[18]

## Fallecimiento
El 19 de junio de 2021 fue hallada por su hija Azul muerta en su domicilio producto de suicidio. Tenía sesenta años.